# Chrestobunus inermis
Chrestobunus inermis is een hooiwagen uit de familie Triaenonychidae.